# Nehoiu
Nehoiu – miasto w Rumunii, w okręgu Buzău. Liczy 13 tys. mieszkańców (2006).